# José d'Ângelo Neto
Dom José d'Ângelo Neto (Ibituruna, 11 de outubro de 1917 — Pouso Alegre, 31 de maio de 1990) foi um bispo católico brasileiro e primeiro arcebispo de Pouso Alegre.

## Biografia
Dom José nasceu em Ibituruna, Minas Gerais.
Estudou nos seminários menor e maior de Mariana, onde foi ordenado presbítero em 1 de dezembro de 1940, pelo arcebispo D. Helvécio Gomes de Oliveira. Logo em seguida, tornou-se vigário cooperador de Entre Rios de Minas e como pároco de Lagoa Dourada.
Em 12 de março de 1960, foi escolhido pelo papa João XXIII para o cargo de bispo titular da então Diocese de Pouso Alegre, ocupando a vaga deixada por D. Otávio Augusto Chagas de Miranda, falecido no ano anterior. Sua sagração episcopal aconteceu em São João del-Rei, na Catedral de Nossa Senhora do Pilar, sendo ordenante o núncio apostólico no Brasil, então D. Armando Lombardi, auxiliado por D. Oscar de Oliveira, arcebispo de Mariana, e por D. Daniel Tavares Baeta Neves, bispo de Januária.
Em 14 de abril de 1962, a diocese de Pouso Alegre foi elevada a arquidiocese. e D. José, a arcebispo.
Em 1965, fundou o Seminário Arquidiocesano Nossa Senhora Auxiliadora, com cursos correspondentes ao Ensino Médio e de Filosofia. Em 1980, criou o curso de Teologia no Instituto São José, em Taubaté, São Paulo.
Entre 1982 e 1984, foi administrador apostólico da Diocese de Campanha.
A partir de 1987, passou a contar com um bispo-auxiliar, D. João Bosco Oliver de Faria, a quem consagrou bispo.
Faleceu vítima de câncer, aos 72 anos de idade, em Belo Horizonte, onde estava internado no Instituto Mineiro de Oncologia. Seu corpo foi sepultado na Catedral de Bom Jesus, em Pouso Alegre.